# جیمز میلر
جیمز میلر (انگلیسی: James N. Miller؛ زادهٔ ۱۵ اوت ۱۹۵۹) یک مقام ارشد دفاعی پیشین آمریکا بود که در سمت مشاور وزارت دفاع این کشور مشغول به کار بود. او در انتقاد از استفاده از نیروهای ارتش برای مقابله با اعتراضات به مرگ جورج فلوید از سمت خود استعفا داد.